# Крик-госпиталь (Лагос)
Крик-госпиталь (англ. Creek Hospital), то есть «госпиталь, который находится в заливе», известный также, как «Военный госпиталь» (англ. Military hospital) — больница в городе Лагос в Нигерии.

## Описание
Крик-госпиталь был построен на острове Лагос в 1880 году для лечения европейцев на территории Королевской Нигерской компании. Больница славилась лучшими специалистами на территории Южной Нигерии. Доктора Грей и Аткинс были первыми штатными врачами госпиталя. Больница получила своё нынешнее название (англ. Creek Hospital) в 1924 году. В 1925 году больница была переименована в Европейскую больницу и считалась лучшей в Колонии и протекторате Нигерия. В 1947 году больница была переименована в Военный госпиталь. После обретения независимости и создания Федеративной Республики Нигерия была переименована в Федеральный госпиталь персонала и носила такое название пока государственные служащие переехали из Лагоса в Абуджу, когда столица была перенесена правительством Бабангида в 80-х годах XX века. Больница была перестроена из медицинского учреждения на 28 коек в больницу на 150 коек для предоставления дополнительных медицинских услуг жителям города.